# Văn Tân
Văn Tân là một diễn viên Việt Nam, ông nổi tiếng là người vào vai chủ tịch Hồ Chí Minh trên sân khấu và điện ảnh Việt Nam nhiều nhất.

## Tiểu sử và sự nghiệp
Văn Tân, tên thật là Nguyễn Văn Tân, sinh ngày 10 tháng 8 năm 1943, tại xã Xuân Hương, huyện Lạng Giang, tỉnh Bắc Giang. Ông từng là diễn viên Đoàn Ca múa kịch Hà Bắc, Phó trưởng đoàn Kịch nói Hà Bắc, Phó Hiệu trưởng Trường Trung cấp Văn hoá Nghệ thuật tỉnh Bắc Giang và Phó Trưởng đoàn Nghệ thuật Chèo tỉnh Bắc Giang.
Năm 1970 ông là diễn viên Đoàn Ca múa kịch Hà Bắc. Năm 1974, Đảng cộng sản Việt Nam có chủ trương đưa hình ảnh chủ tịch Hồ Chí Minh lên sân khấu. Nhân dịp này, Văn Tân đã tự nghiên cứu vai diễn, hóa trang, sáng tác tác phẩm để có thể vào vai Hồ Chí Minh một cách thành công. Cũng trong năm này, ông diễn xuất hình tượng Hồ Chí Minh lần đầu tiên trong vở kịch ngắn Một kỷ niệm cao quý do ông sáng tác với sự giúp đỡ hóa trang của họa sĩ Nhữ Đình Nguyên. Trong khoảng 40 năm, từ năm 1974 đến năm 2014, Văn Tân đã nghiên cứu, lao động nghệ thuật để xây dựng hình tượng Hồ Chí Minh trên sân khấu qua các tiểu phẩm, trích đoạn do chính ông biên soạn. Cho tới ngày 4 tháng 1 năm 2014, ông đã biểu diễn 1716 buổi trên khắp Việt Nam. Lai Châu là tỉnh cuối cùng trong số 63 tỉnh của Việt Nam mà ông đến và diễn vai Hồ Chí Minh trong chuyến lưu diễn kỷ niệm 60 năm Chiến thắng Điện Biên Phủ và kỷ niệm 10 năm thành lập tỉnh Lai Châu. Ông được đánh giá là người thể hiện thành công vai diễn Hồ Chí Minh sau năm 1954, trong khi các nghệ sĩ Sỹ Hùng, Đức Trung, Tiến Hợi, Tiến Thọ nổi tiếng khi vào vai Hồ Chí Minh thời trẻ. Trong buổi Tọa đàm kỷ niệm 40 năm nghệ sĩ Văn Tân thể hiện hình tượng Bác Hồ, lãnh đạo Đảng cộng sản, Nhà nước Việt Nam như Chủ tịch nước Trương Tấn Sang, Thứ trưởng Bộ Văn hóa, Thể thao và Du lịch Vương Duy Biên và các nhà chuyên môn như giáo sư Hoàng Chương, Nghệ sĩ Nhân dân Lê Tiến Thọ, Nghệ sĩ ưu tú Lê Chức...đã ghi nhận và đánh giá cao những thành công của Văn Tân trong sự nghiệp của mình.

## Tác phẩm
Không chỉ diễn gần 2000 buổi, nghệ sĩ Văn Tân còn sáng tác khoảng 20 hoạt cảnh, 6 vở kịch ngắn, 7 hoạt cảnh thể loại sân khấu về đề tài Hồ Chủ tịch. Một số tác phẩm tiêu biểu: 
- Một kỷ niệm cao quý
- Bác Hồ với cán bộ, công nhân ngành Thủy lợi
- Bác Hồ với thi đua yêu nước
- Bác Hồ thăm Côn Sơn
- Đời Bác sáng mãi lòng ta[3]

## Giải thưởng
- Huy hiệu Bác Hồ
- Huy chương Chiến sĩ Văn hóa
- Huy chương Vì thế hệ trẻ Việt Nam
- Bằng lao động sáng tạo
- Giải thưởng Đào Tấn
- Huy chương Vì sự nghiệp sân khấu Việt Nam
- Huy chương Vì sự nghiệp văn học - nghệ thuật Việt Nam
- Nhiều Bằng khen, Giấy khen của nhiều tỉnh, thành của Việt Nam.[4][5]

## Kỉ lục
Năm 2010, Văn Tân được Viện Sở hữu trí tuệ Việt Nam và Trung tâm Sách Kỷ lục Việt Nam trao tặng bằng chứng nhận, xác lập kỷ lục Việt Nam: Người thể hiện hình tượng Bác Hồ trên sân khấu và điện ảnh phục vụ nhân dân nhiều nhất.

## Đánh giá
| “              | Nghệ sĩ Văn Tân là người thể hiện hình tượng Bác Hồ trên sân khấu thành công nhất. | ” |
| — Hoàng Chương |                                                                                    |   |